# Berijev A-50
Berijev A-50 „Šmel“ (čmelák; v kódu NATO „Mainstay“) je sovětský, resp. ruský letoun včasné výstrahy (AWACS) založený na draku nákladního letounu Iljušin Il-76. Vyvinut byl jako náhrada za stroje Tupolev Tu-126 „Moss“ a první vzlétl v roce 1978. Do služby vstoupil roku 1984 a do roku 1992 bylo vyrobeno asi 40 kusů.
A-50 mohou být použity k detekci a sledování vzdušných cílů, ale i hladinových plavidel. Získané informace jsou následně poskytovány automatizovaným systémem řídících a velitelských stanovišť ruských ozbrojených sil.

## Vývoj
Na počátku 70. let 20. století se ukázalo, že letouny Tu-126 plnící úkoly protivzdušné obrany již nesplňují požadavky sovětské armády. Vybavené radarovým systémem Liana nejen že nemohly konkurovat nejnovějším americkým letadlům Boeing E-3A, ale ani nebyly schopny sledovat vzdušné cíle letící v malých výškách. Usnesením ústředního výboru strany byla konstrukční kancelář pod vedením A. K. Konstantinova (v závodě Berijev) v roce 1973 pověřena zkonstruovat letadlo A-50.
Ačkoliv letadlo vycházelo konstrukčně ze stroje Il-76, bylo nutné provést velké množství úprav, což zabralo 5 let práce. První prototyp A-50 tak vzlétl až 19. prosince 1978, přičemž let provedl ještě bez namontovaného radiolokátoru. Státní zkoušky A-50 vybaveného radiolokátorem byly zahájeny 16. srpna 1979. Sériová produkce letadel začala v prosinci 1984 a trvala až do roku 1992. Zkušební provoz A-50 byl zahájen v roce 1985 a pokračoval následující čtyři roky. K oficiálnímu zařazení letadel do služby došlo v roce 1989, kdy začaly postupně nahrazovat zastaralé Tu-126.
Dne 10. září 2007 započalo testování letounu zmodernizovaného na verzi A-50M. Ve stroji došlo k výměně zastaralých analogových přístrojů za digitální elektronická zařízení, čímž se výrazně zlepšilo zpracování informací a zároveň zkrátila doba potřebná k jejich zpracování.
Poslední modernizovaná verze známá také jako A-50U byla ohlášena již v roce 1995, ale její testovací fáze začala až v roce 2008. První stroje zmodernizované na tento standard vstoupily do služby v roce 2011 s tím, že budou využívány cca do roku 2020. Tato verze je v roce 2024 pravděpodobně jediná bojeschopná.
V únoru 2024 oznámil šéf korporace Rostec Sergej Čemezov obnovení výroby typu A-50, což odůvodnil zájmem ze strany ruských ozbrojených sil i zahraničních zákazníků.

## Konstrukce
Letadla A-50U jsou vybavena radarovým varovným a naváděcím systémem Šmel-M od společnosti Vega. Základem tohoto systému je:
- Radarová stanice,

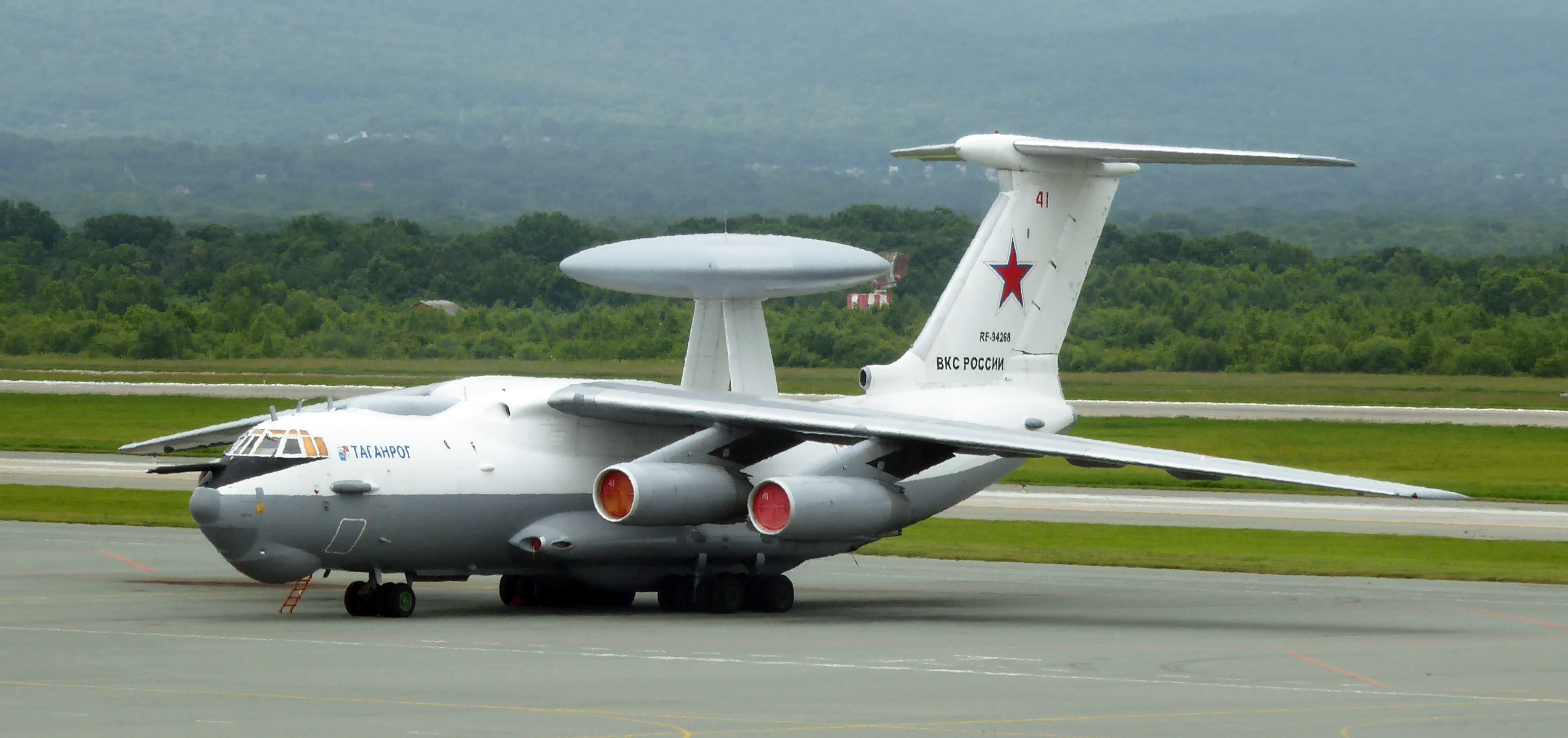
Berijev A-50

- Systém předávání dat stíhacím letadlům,
- Digitální počítač,
- Identifikační zařízení IFF – přítel nebo nepřítel,
- Řídící rádiové spojení na koordinaci stíhaček,
- Kódovaný komunikační systém,
- Zařízení pro rádiové spojení,
- Telemetrie,
- Zařízení na registrování dat.

Radarový systém má schopnost sledovat 50 až 60 (ve vylepšeném provedení údajně až 150) cílů současně a navádět na 10 až 12 stíhacích letounů najednou. Celková hmotnost radioelektronického komplexu je 20 t. Radiolokační stanice pracuje v centimetrovém pásmu a je schopná detekovat:
- Cíle ve velikosti stíhačky letící v malé výšce na pozadí Země do vzdálenosti 200–400 km,
- Cíle ve velikosti stíhačky letící ve vysoké nadmořské výšce do vzdálenosti 300–600 km,
- Hladinové cíle do vzdálenosti 400 km.[7]

O pohon se starají 4 dvouproudové motory D-30KP, každý o tahu 117,7 kN. Ty umožňují A-50 letět maximální rychlostí 800 km/h a dosáhnout výšky až 12 000 m. Hlídkování se obvykle provádí v nadmořské výšce 5 000–10 000 m.

## Služba

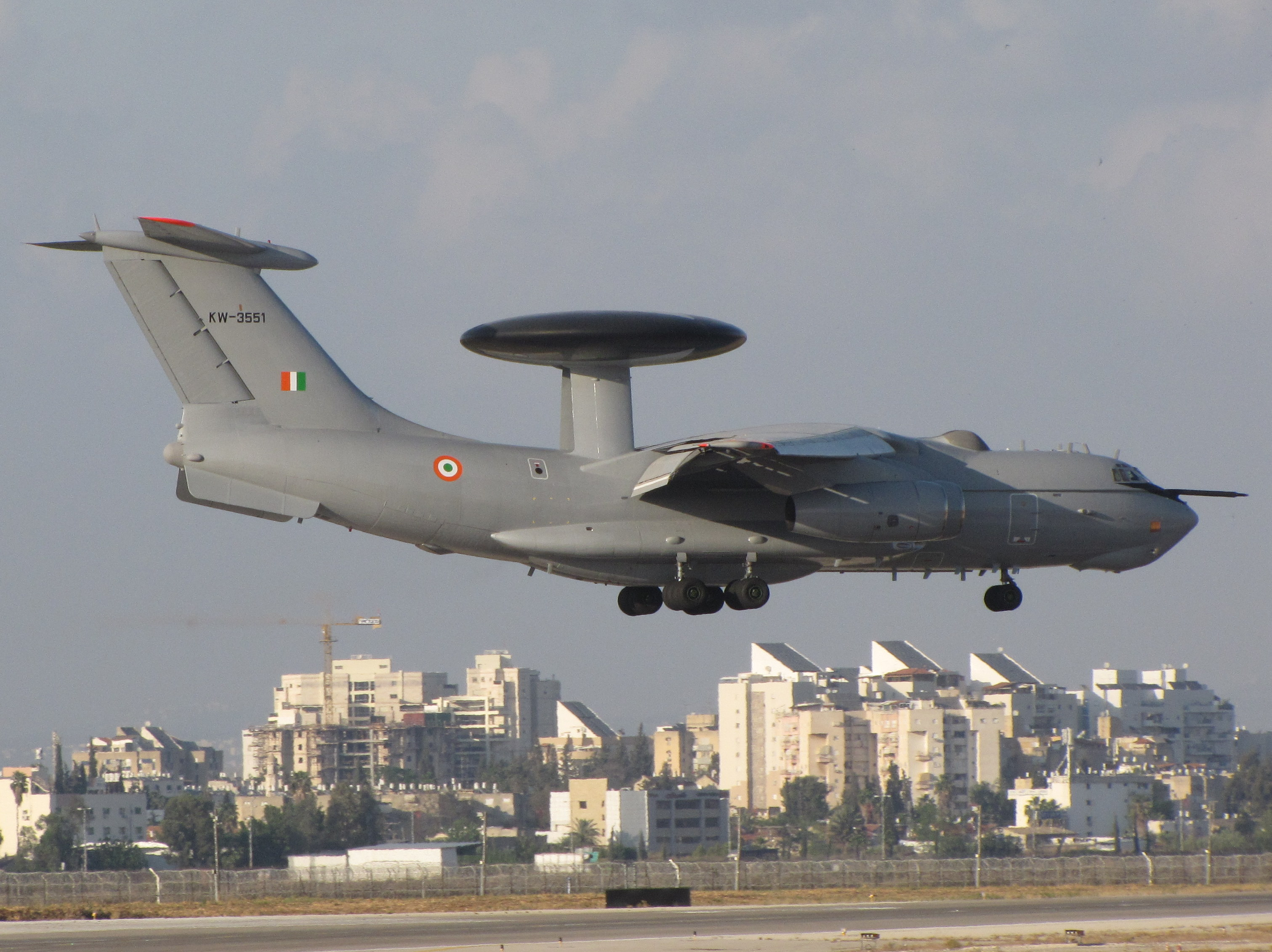
Berijev A-50EI Indických vzdušných sil

Po svém zařazení do služby operovala letka 16 až 25 letadel A-50 ze základen na pobřeží Baltského moře. Během války v Perském zálivu létaly dvě sovětské A-50 v oblasti Černého moře a monitorovaly aktivity ve vzdušném prostoru. Po rozpadu Sovětského svazu byly letouny přesunuty severněji na základnu Pečora. V současnosti jsou všechny stroje trvale dislokovány na základně Ivanovo-Severnij a podle potřeby přemísťovány na patřičně předsunutá letiště. Letadla A-50 se často účastní i cvičení ruského letectva na Dálném východě. 
Začátkem dubna 2000 si Indie pronajala od Ruska dvě letadla A-50 a během července 2000 byly nasazeny podél hranic s Pákistánem, aby zjistily, na jakou vzdálenost jsou schopny identifikovat cíle.
Od 21. prosince 1994 byly letouny A-50 nasazeny do bojové zóny v Čečensku; ruská armáda tak získala úplné radarové pokrytí nad územím Čečenska a přilehlými oblastmi. Letouny poskytovaly podporu stíhačkám MiG-31 a Su-27, které střežily vzdušný prostor nad Čečenskem a snažily se zabránit vytvoření koridoru pro dodávky zbraní nebo posil.
Koncem prosince 2015 začaly letouny A-50 poskytovat podporu ruským stíhačkám působícím v Sýrii. Berijev A-50 byl poprvé zpozorován nad severozápadní Sýrií 27. prosince. Letadlo letělo nad uvedeným územím ve výši 6 km po dobu čtyř hodin. Není známo, že by nějaké ruské letouny včasné výstrahy a řízení byly dislokovány na některé ze základen v Sýrii. Pravděpodobnější je, že vzlétají ze základny na ruském území, jakou je například letiště Mozdok. Jak uvedl zdroj z ministerstva obrany Spojeného království, ruské stroje A-50 se nesnažily ozařovat radarem letadla RAF ani dalších zemí západní koalice, létající v syrském vzdušném prostoru.

### Ruská invaze na Ukrajinu
Jeden ruský stroj byl 26. února 2023 zasažen explozí na letecké základně Mačuliščy v Bělorusku během nasazení při ruské invazi na Ukrajinu.
Dne 14. ledna 2024 měl být jeden ruský A-50 sestřelen Ukrajinci poblíž Kyrylivky v Záporožské oblasti. Podle jiných zdrojů byl sestřelen během svého letu v oblasti Azovského moře. Ruské a ukrajinské zdroje se rozcházejí i v informaci, zda šlo o výsledek ukrajinského útoku, nebo o chybu vlastní ruské protivzdušné obrany.
Velitel ukrajinského letectva Mykola Oleščuk ohlásil, že modernizovanou verzi A-50U Ukrajina sestřelila dne 23. února 2024. Stroj s volacím znakem Bajan byl sestřelen nedaleko města Jejsk v Krasnodarském kraji nad pobřežím Azovského moře. Podle ukrajinských představitelů Ozbrojené síly Ukrajiny k sestřelu použily střelu protiletadlového systému S-200. Orgány Krasnodarského kraje oznámily havárii nespecifikovaného ruského letadla u farmy Trudovaja bez uvedení příčiny. O ztrátě stroje informují i ruští prováleční bloggeři, ale podle nich je sestřelení letounu „s velkou mírou pravděpodobnosti“ chybou ruské protivzdušné obrany. Plukovnice Rosanna Clementeová, zástupkyně náčelníka štábu 10. armádního velitelství protivzdušné a protiraketové obrany USA, během proslovu na zasedání vojenských expertů Fires Symposium v květnu 2024 uvedla, že Ukrajina při útoku na A-50 použila systém Patriot a taktiku SAMbush (překvapivý úder). Vyšetřovací výbor Ruské federace nepřímo potvrdil zničení stroje, když schválil příkaz k zatčení na ukrajinského velitele Nikolaje Dzjamany, který za sestřel ze dne 23. února 2024 má být údajně zodpovědný.
Útoky dronů na ruské letecké základny během operace Pavučina 1. června 2025 poškodily nejméně 2 stroje Berijev A-50.

## Varianty

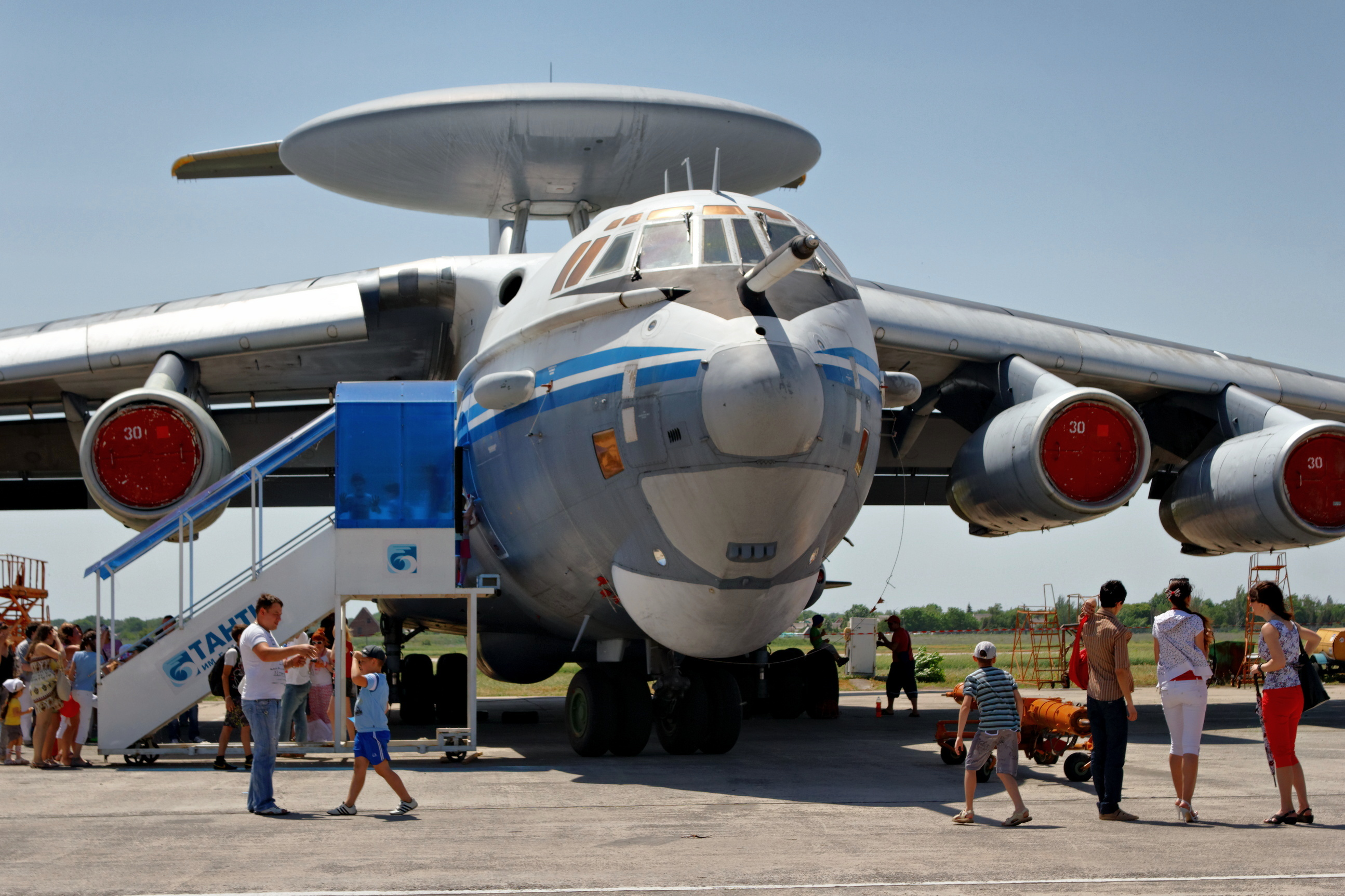
Berijev A-50

- A-50M – modernizace původní A-50, která zahrnuje vylepšení radiolokačního, komunikačního, navigačního systému, jakož i systému vlastní ochrany
- A-50U – modernizace A-50 určená pro ruské letectvo, která je vybavena lepším radiolokátorem, novějším počítačovým systémem, družicovou navigací a CRT obrazovky byly nahrazeny LCD displeji.[23] V porovnání s A50M je radar A-50U lehčí a schopen lépe detekovat střely s plochou dráhou letu, helikoptéry a ostatní nízko letící vzdušné cíle. Nová varianta se od předchozích strojů liší i tím, že v letadle přibyl odpočinkový prostor pro posádku, jídelna a pohodlné WC.[24]
- Izdělije-676 a 776 – domácí verze pro telemetrii a sledování cílů[25]
- Izdělije-976 (SKIP) – verze pro navádění a sledování řízených střel, původně určená pro testy střel Ch-55[25]
- Izdělije-1076 – stroj pro zvláštní mise neznámého určení[25]
- A-50I – verze pro Čínu, zamýšlená s radarem izraelské výroby; projekt byl zrušen po nátlaku Spojených států[26]
- A-50EI – modernizace určená pro indické letectvo. Tato verze vznikla ve spolupráci s Izraelem, který dodal radiolokátor Phalcon.
- KJ-2000 – verze pro čínské letectvo s radiolokátorem čínské výroby[26]

## Specifikace (A-50)

### Technické údaje
- Osádka: 15
- Délka: 49,59 m
- Rozpětí: 50,50 m
- Výška: 14,76 m
- Nosná plocha : 300,00 m²
- Hmotnost (prázdný): 75 000 kg
- Maximální vzletová hmotnost: 170 000 kg
- Pohonná jednotka: 4 × dvouproudový motor D-30, každý o tahu 117,68 kN

### Výkony
- Maximální rychlost: 900 km/h
- Dolet: 6 400 km
- Dostup: 12 000 m